# Disperse Blue 35
Disperse Blue 35 ist ein Anthrachinonfarbstoff aus der Gruppe der Dispersionsfarbstoffe, der unter anderem im Textilbereich zum Färben oder als Tätowierfarbe/Permanent Make-up verwendet wird.

## Eigenschaften
Der Farbstoff ist als allergisierend bekannt. Für die sensibilisierende Wirkung werden die beiden aminomethylierten Komponenten verantwortlich gemacht. Das Bundesinstitut für Risikobewertung (BfR) hat mit der Stellungnahme Nr. 041/2012 die Empfehlung ausgesprochen, Disperse Blue 35 nicht mehr zu verwenden.

## Regulierung
Die Verwendung von Disperse Blue 35 ist in Deutschland seit 1. Mai 2009 über die Tätowiermittel-Verordnung als Permanent Make-up bzw. Tätowierfarbe verboten. In der EU wurde die Verwendung ab 5. Januar 2022 auf 0,1 % (1000 mg/kg) für ebendiese Verwendung begrenzt.

## Alternative Struktur
Mitunter wird das Gemisch aus unterschiedlich hoch methylierten Derivaten von 1,8-Diamino-4,5-dihydroxy-9,10-anthrachinon ebenfalls als Disperse Blue 35 bezeichnet.
| Gefahrensymbol | Gefahrensymbol |

| Gefahrensymbol |